# 마르틴 하이데거
마르틴 하이데거(독일어: Martin Heidegger, 1889년 9월 26일 ~ 1976년 5월 26일)는 독일의 철학자이다. 현상학, 해석학, 실존주의에 관해 20세기 가장 중요한 철학자 중 1명으로 평가받는다.
독일 시골의 가톨릭 가정에서 태어나 프라이부르크 대학교에서 신칸트주의와 에드문트 후설의 현상학을 공부하였으며, 심리주의에 관한 논문으로 박사학위를 취득하였다. 1923년 마르부르크 대학교, 1928년 프라이부르크 대학교 교수를 지냈다. 1927년 그의 대표 저작 《존재와 시간》(Sein und Zeit)에서 현존재(Dasein)의 개념을 제시하였으며 이를 통해 존재란 무엇인가 하는 근본적인 물음에 대해 접근하고자 하였다. 1930년대 독일의 나치당 정권을 지지하는 언행으로 독일 패전 이후 그의 철학과 나치당 사이의 연계가 의심받기도 했으며, 그의 제자이자 정부였던 유태인 한나 아렌트의 증언 등으로 처벌은 면했으나 수년 간 학문 활동을 금지당했다.

## 생애
하이데거가 태어난 독일 바덴의 메스키르히(Meßkirch)는 마을 주민들이 모두 가톨릭 신자였고 매우 보수적이었다. 독일 남부의 반유대주의 정서는 이곳에도 스며들어 있었고 하이데거 사유의 보수성도 이 마을의 보수성과 연관이 있다. 하이데거는 이곳 성마르틴 성당의 종을 치던 아이였다. 그는 메스키르히 초등학교를 졸업한 뒤 1903년 김나지움(인문계 중등학교)에 입학한다. 그는 가톨릭 교회의 장학금을 받으며 학교를 다녔다. 1916년까지 지급된 장학금은 그가 장차 가톨릭 사제가 된다는 조건이 달려 있었다. 1909년 김나지움을 졸업한 하이데거는 예수회에 들어가지만 부적합 판정을 받았다. 예수회 신부가 되기에는 몸이 약하다는 이유였다. 하이데거는 대신 일반 신부가 되기 위해 1909년 바덴주 프라이부르크대학 신학부에 입학했다. 1911년 그는 학업을 중단하고 철학으로 진로를 바꾼다. 그 시절 하이데거는 가톨릭 잡지 등에 여러편의 서평을 실었다.
1915년에는 사강사가 되었고, 다음해부터 후설에게서 현상학을 배웠다. 제1차 세계 대전에 종군한 후, 후설의 조수를 겸하면서 현상학을 강의하였다. 1927년 현상학의 기관지에 《존재와 시간》을 발표하여, 독일 철학의 1선에 등장하였다. 1928년에는 후설의 후임으로 프라이부르크 대학 교수가 되었는데, 《형이상학이란 무엇인가》는 그 취임 강연이다. 1933년 3월 총장에 피선되었으나 주(州) 문교부와 충돌하여 1934년 2월에 사직하였다. 1945년에 휴직하였다가 1950년에 복직하여 명예 교수가 되었다.

## 존재 철학

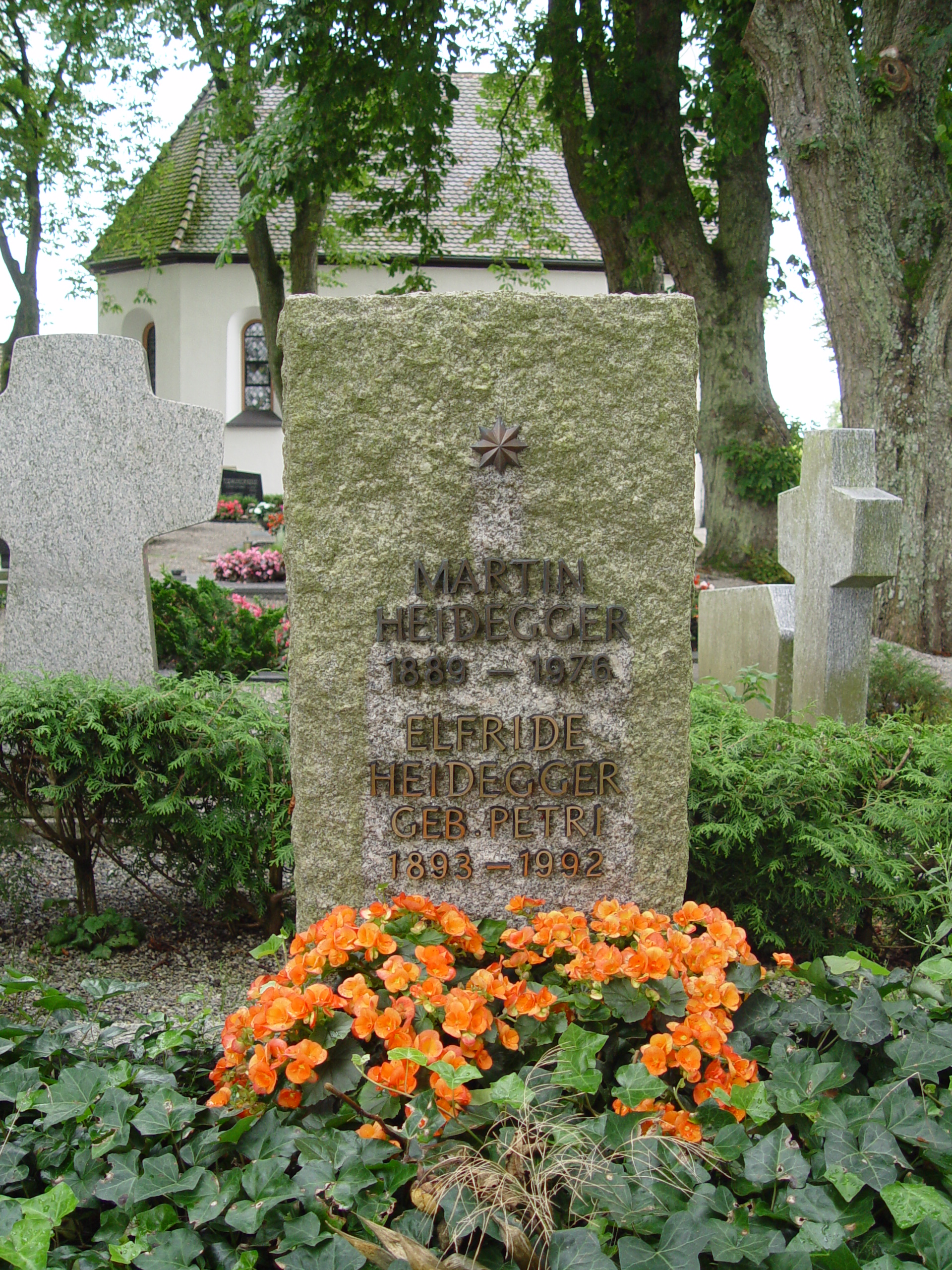
마르틴 하이데거의 묘지

초기시절에는 하인리히 리케르트의 가치 철학에 영향을 받기도 하였으나, 일반적으로 그의 철학은 《존재와 시간》을 중심으로 하는 전기 철학과 1930년~35년 사이의 소위 전회 이후의 후기 철학으로 나뉜다. 그의 대표작인 《존재와 시간》은 후설의 현상학, 아리스토텔레스의 존재론, 딜타이의 생의 철학 등의 영향하에 독자적인 철학을 개척하여 현존재의 존재의미를 탐구하는 실존론적 철학을 수립하였다. 하이데거의 전기 철학은 방법론적으로는 해석학적 현상학이며 그 대상으로 보자면 현존재, 즉 인간실존에 대한 존재론이다.
한편 현존재로부터 존재 자체로 핵심적 주제가 옮겨간 후기 철학은 역사적으로 존재 자체가 인간 현존재에게 어떻게 스스로를 현시하는가를 다루고 있다. 그에 따르면 플라톤 이래의 역사는 존재망각으로 점철되었으며 특히 오늘날과 같은 기술시대는 존재망각이 극단에 이른 시기라고 한다. 하이데거는 서양 철학이 플라톤 이후로 "어떠하다(성질)”라는 뜻을 "존재"라는 개념을 써서 접근하려고 했지, 존재 자체에 대해서는 묻지 않았다고 주장한다. 즉, 존재에 대한 모든 연구가 특정한 성질에만 국한되어있고, 존재 자체를 어떤 성질이 있는 형질로 취급했다. 하이데거는 "존재를 이미 상정하는 전제"를 분석하는 것이 어떤 대상을 탐구하는 데 우선적이라고 주장했다. 그러나 철학자와 과학자가 더 기본적이고 이론에 앞서는 존재를 무시했기 때문에 그들의 이론을 보편적으로 주장하는 것이 잘못 되었으며, 우리가 존재와 인간 존재를 그릇되게 인정하였다. 이러한 뿌리깊은 몰이해를 피하기 위하여, 하이데거는 철학의 역사를 하나 하나 되짚어 보면서 철학적인 질문을 새로운 방식으로 제기해야 한다고 믿었다. 후기의 주요 저작으로는 《철학에의 기여》, 《기술에 대한 논구》 등이 있다.

## 친나치 행보
하이데거는 친나치주의자였다. 그는 1933년 프라이부르크 대학교 총장에 취임할 때 학생들에게 나치에 참여하라고 연설했고, 1945년까지 나치 당적을 유지했다. 뿐만 아니라 그가 한 강의와 연설, 나치 고위층과 관계, 부인에게 보낸 편지 그리고 2014년 출간한 하이데거의 비밀일기 <검은 노트>(Schwarze Hefte)를 통해서도 친나치 행적을 확인할 수 있다.
그는 합리적인 근대 계몽주의적 철학이 초래한 비인간화에 반대하고, 미국 자본주의와 소련 공산주의 모두를 이러한 합리화의 산물로 보고 거부하면서 대안을 독일 민족정신 부흥을 추구하는 나치즘에서 찾았다. 그는 나치의 반유대주의에도 크게 공감했다. 하이데거가 반유대주의자였다는 사실은 그가 1931년부터 1941년 사이 개인적으로 남긴 일종의 '철학 일기'인 〈검은 노트〉 출간으로 더욱 확실해졌다. 그는 유대인들이 '뿌리 없음'을 육화한 존재라고 보고 이들의 '공허한 합리성과 예측가능성' 정신을 맹렬히 비난했다. 또 세계유대주의(Weltjudentum)를 인간성을 말살하는 서구 근대성의 주요 추동요인으로 지목하고 이를 비판적으로 논했다.
그는 신념을 가지고 나치당에 입당했고 또한 나치 범죄에 동조했다. 그런데 하이데거 옹호자들은 그가 의무적으로 나치당에 가입해야 했던 ‘수동적 방관자(Mitlaufer)’라고 주장하고 있다. 하이데거는 탈나치화 작업을 통해 정직처분만 받았다. 하이데거는 감옥에 가야 했으나 프랑스 철학자들 지지 덕분에 감옥행을 피할 수 있었다. <르몽드 디플로마티크> 2014년 5월호에 실린 에티엔 클랭의 ‘소르본대 철학교수, 왜 레지스탕스가 되었나(Jean Cavailliès, une pensee explosive)’를 보면 독일 바덴지방을 점령한 프랑스군은 프라이부르크에 군정(軍政)을 설치하고 탈나치화 작업에 들어간 것을 알 수 있다. 피에르 펜느 군정 사령관은 하이데거의 나치 부역 전력에 관한 평가 임무를 장교이며 독일문학 교수였던 자크 라캉에게 맡겼다. 라캉은 하이데거가 자신은 ‘수동적 방관자’였다는 관례적인 이유로 자신의 행적을 합리화하려 했다고 적고 있다. “내가 하이데거를 오게 해서 면담을 했다. 그는 오랫동안 생각하더니 대학을 새롭게 바꾸고 싶었고 나치 힘을 빌린다면 가능하리라 생각했다고 말했다.”
라캉은 하이데거 변명을 믿지 않았다. 후고 오트, 빅토르 파리아스, 엠마뉘엘 파이에 같은 학자는 철저한 연구조사를 통해 하이데거가 나치당 행사에 참석하는 것을 비롯해 얼마나 깊게 나치와 관계를 맺었는지, 특히 동료교수들과 스승인 에드문트 후설에게 보인 태도를 통해 그가 얼마나 심각한 반유대주의자였는지 밝혀냈다. 그리고 하이데거의 아들이 철저하게 아버지 개인 기록물을 통제했음에도, 하이데거가 인종과 독일 민족, ‘총통’의 최후 해결책(final solution, 대량학살) 등 나치 이데올로기를 이상화한 글도 찾아냈다.
프랑스 철학자들 덕분에 감옥에 가지 않았지만 하이데거는 이들에게 특별히 감사 표시를 하지는 않았다. 다만 사후에 발표한 슈피겔과 인터뷰(1976년)에서 “프랑스 철학자들은 생각하기 시작하면 독일어로 말한다”라고 언급했을 뿐이다.

## 저서
- 하이데거 전집
- 존재와 시간 (Sein und Zeit)
  - 이기상 번역, 까치
  - 소광희 번역
- 형이상학이란 무엇인가
- 휴머니즘에 대해서
- 철학에의 기여
- 숲길
- 칸트와 형이상학의 문제

## 참고 문헌
- 하이데거 『언어로의 도상』 / 이선일 pdf
- 하이데거 『이정표』 / 이선일 pdf
- 하이데거 『존재와 시간』 / 이선일 pdf
- 하이데거 『철학에의 기여』 / 이선일 pdf
- 이 문서에는 다음커뮤니케이션(현 카카오)에서 GFDL 또는 CC-SA 라이선스로 배포한 글로벌 세계대백과사전의 내용을 기초로 작성된 글이 포함되어 있습니다.

## 같이 보기
- 하이데거 전집